# Johann von Gaugreben
Johann Fidel Anton Joseph von Gaugreben (* 22. Februar 1848 in Konstanz; † 11. Januar 1912 in Bruchhausen an den Steinen) war ein deutscher Gutsbesitzer und preußischer Landrat des Kreises Brilon.

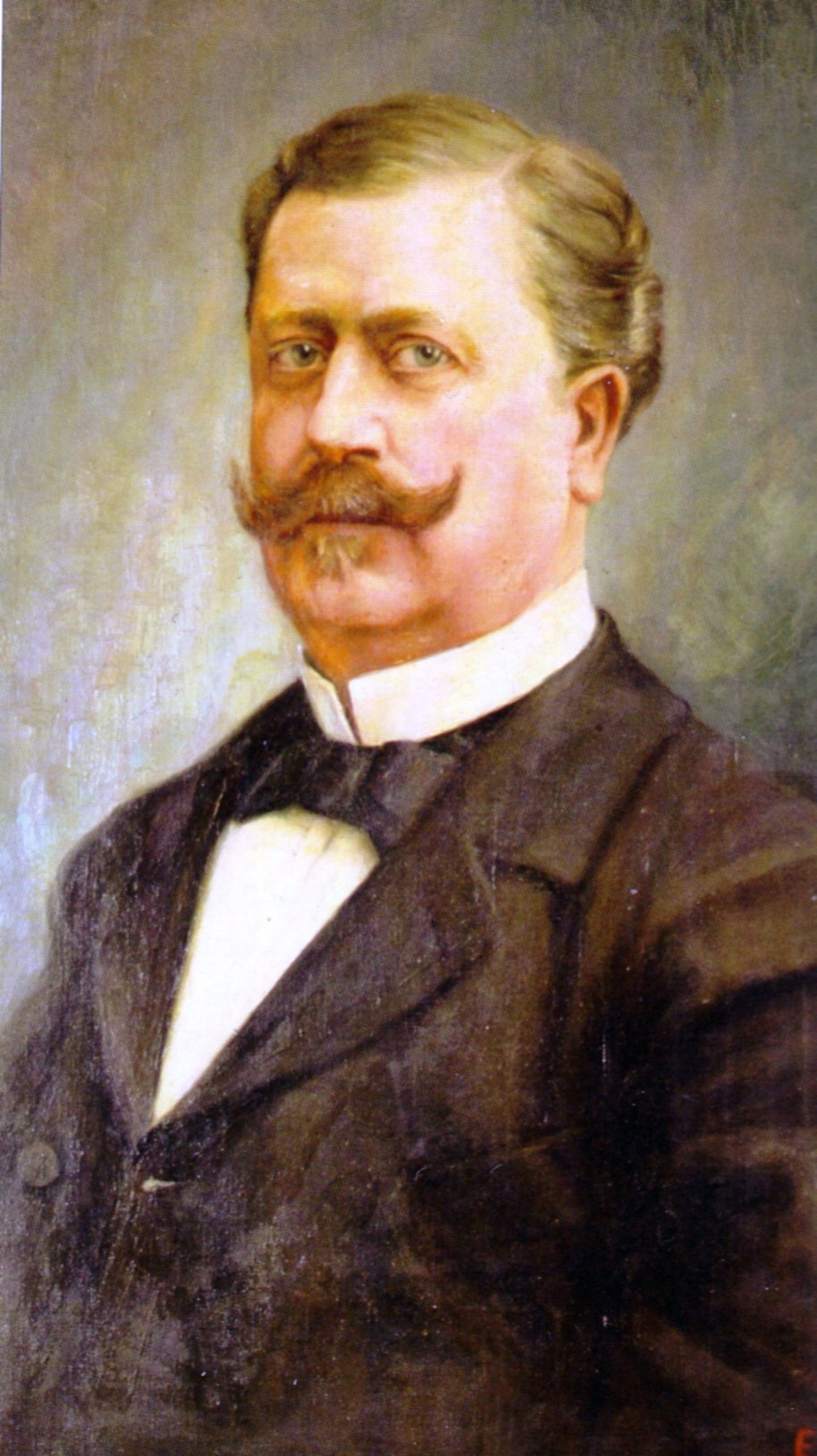
Johann von Gaugreben

## Leben
Er stammte aus dem westfälischen Uradelsgeschlecht Gaugreben. Sein Vater war Karl Friedrich von Gaugreben, die Mutter war Marie Emilie (geb. Freiin von Thurn). Sein Vater hatte die Genehmigung der preußischen Regierung zur weiteren Führung des Freiherrentitels erhalten. Gaugreben war Besitzer von Rittergut und Schloss Bruchhausen mit einem zugehörigen Besitz von 1250 ha.
Gaugreben besuchte das Gymnasium in Paderborn bis zur Prima. Danach arbeitete er als Landwirt auf dem Familiengut. 1873/74 diente er als Einjährig-Freiwilliger im 3. Westfälischen Infanterie-Regiment Nr. 16. Er verließ den Militärdienst als Secondeleutnant der Reserve. Danach besuchte er ab 1874 die Forstakademie in Münden. Im Jahr 1875 ging er zur praktischen Ausbildung zur Oberförsterei Altenbeken. Seit 1877 arbeitete von Gaugreben beim Landratsamt Warendorf. Im Jahr 1882 wurde er Beigeordneter des Amtes Bigge. Seit 1899 war er Kreisdeputierter des Kreises Brilon. Seit 1900 verwaltete er das Landratsamtes des Kreises Brilon und wurde ein Jahr später definitiv zum Landrat ernannt. Aus gesundheitlichen Gründen bat er 1909 um seine Entlassung.  Gaugreben war Mitglied des westfälischen Altertumsvereins.